# Хризостом (Маврояннопулос)
Митрополи́т Хризосто́м (греч. Μητροπολίτης Χρυσόστομος; в миру Хризостомос Мавроянно́пулос греч. Χρυσόστομος Μαυρογιαννόπουλος, англ. Chrysostomos Mavroyiannopoulos; 8 апреля 1927, Наксос — 13 апреля 2022, Афины) — епископ Константинопольского патриархата; титулярный митрополит Гелиопольский (2019—2022).

## Биография
Родился 8 апреля 1927 года в Наксосе в Греции.
В 1952 году окончил богословский факультет Афинского университета, а позднее юридический факультет.
18 января 1952 года был хиротонисан во диакона, а 14 декабря 1954 года — в сан пресвитера. До 1960 года служил в Афинской архиепископии. В 1961 году переехал в Лондон, где был назначен священником храма святого Андрея Первозванного.
19 декабря 1970 года архиепископом Фиатирским Афинагором (Коккинакисом) и другими архиереями хиротонисан во епископа Кианейского, викария Фиатирской архиепископии.
10 июля 2019 года Священным синодом Константинопольского патриархата назначен титулярным митрополитом Гелиопольским.
Скончался 13 апреля 2022 года в больнице Красного креста в Афинах.